# Александровська сільська рада (Суєтський район)
Алекса́ндровська сільська рада (рос. Александровский сельский совет) — колишнє сільське поселення у складі Суєтського району Алтайського краю Росії. Ліквідоване 2022 року у зв'язку з перетворенням Суєтського району в муніципальний округ.
Адміністративний центр — село Александровка.

## Населення
Населення — 601 особа (2019; 713 в 2010, 878 у 2002).

## Склад
До складу сільської ради входять:
| Населений пункт        | Населення, осіб (2002) | Населення, осіб (2010) |
| ---------------------- | ---------------------- | ---------------------- |
| Александровка, село    | 646                    | 542                    |
| Добровольський, селище | 44                     | 13                     |
| Український, селище    | 188                    | 158                    |